# Adafroptilum incana
Adafroptilum incana is een vlinder uit de familie nachtpauwogen (Saturniidae). De wetenschappelijke naam van deze soort is voor het eerst geldig gepubliceerd in 1899 door Sonthonnax.
De soort komt voor in tropisch Afrika.